# キリンカップサッカー1994
キリンカップサッカー1994は、第15回目のキリンカップサッカーである。1994年5月22日から5月29日にかけて開催され、日本、フランス、オーストラリアが参加した。

## 結果
| 1994年5月22日 12:05 |

| 日本         | 1 - 1 | オーストラリア  |
| 浅野哲也 6分 |       | ヴィドマー 68分 |

| 広島ビッグアーチ（広島） 観客数: 27,350人 主審: ピロム・アン・プラサート |

| 1994年5月26日 |

| フランス      | 1 - 0 | オーストラリア |
| カントナ 42分 |       |                |

| ユニバー記念競技場（神戸） 観客数: 16,743人 主審: 岡田正義 |

| 1994年5月29日 15:00 |

| 日本          | 1 - 4 | フランス                                            |
| 小倉隆史 78分 |       | ジョルカエフ 16分 · パパン 18分 · ジノラ 53分, 55分 |

| 国立霞ヶ丘競技場（東京） 観客数: 60,000人 主審: アブドゥラ・カシルベロー |

## 順位
| 順 | チーム         | 試 | 勝 | 分 | 敗 | 得 | 失 | 差 | 点 |
| -- | -------------- | -- | -- | -- | -- | -- | -- | -- | -- |
| 1  | フランス       | 2  | 2  | 0  | 0  | 5  | 1  | +4 | 6  |
| 2  | オーストラリア | 2  | 0  | 1  | 1  | 1  | 2  | −1 | 1  |
| 3  | 日本           | 2  | 0  | 1  | 1  | 2  | 5  | −3 | 1  |

## 優勝チーム
| キリンカップサッカー1994優勝 |
| ---------------------------- |
| · フランス · 初優勝          |